# NGC 263
NGC 263 (ook wel PGC 2856 of MCG -2-3-21) is een spiraalvormig sterrenstelsel in het sterrenbeeld Walvis. NGC 263 staat op ongeveer 362 miljoen lichtjaar van de Aarde.
NGC 263 werd in 1886 ontdekt door de Amerikaanse astronoom Francis Preserved Leavenworth.